# イルカ交通

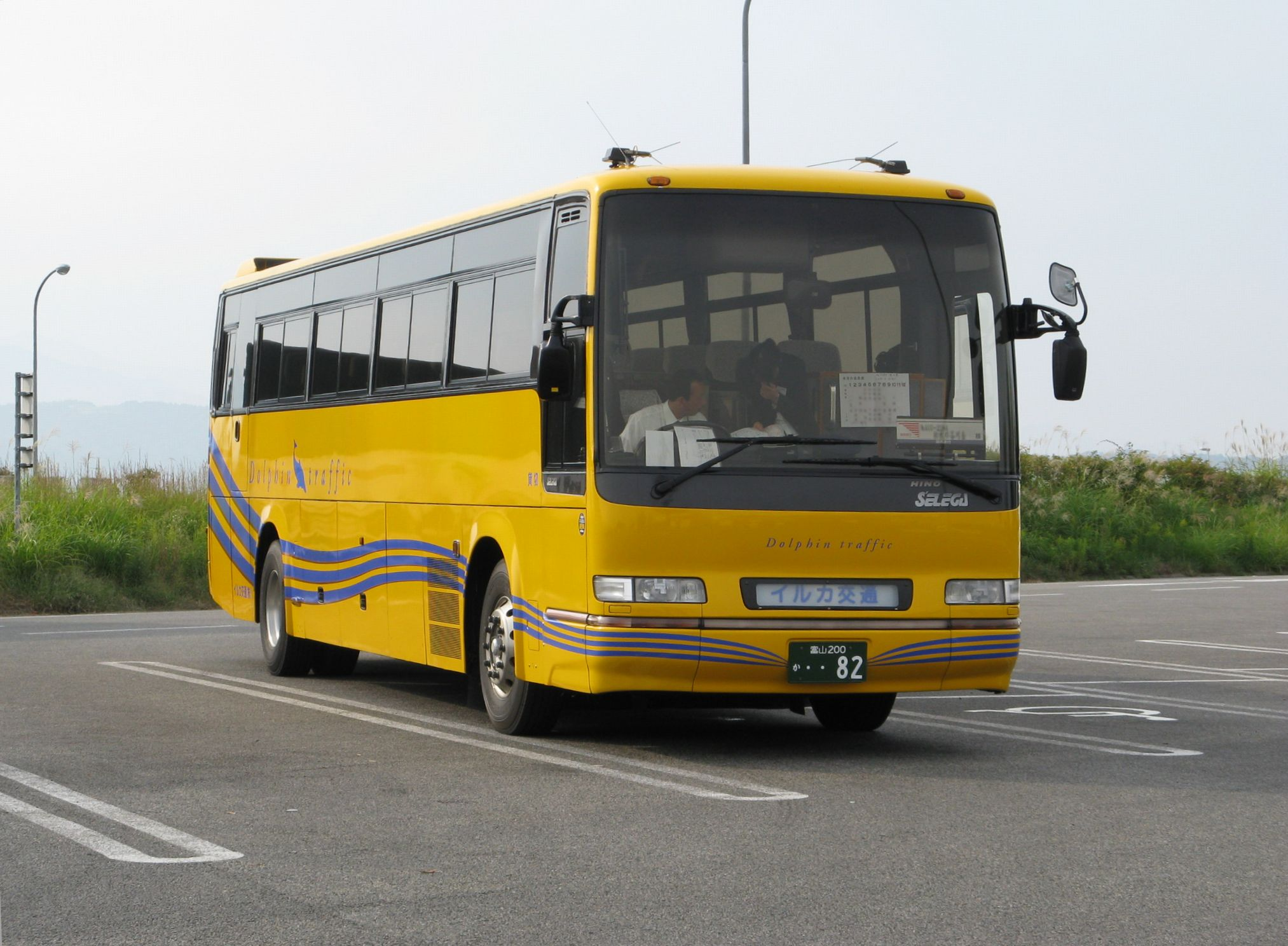
イルカ交通の貸切バス（入善PAにて）

イルカ交通株式会社（イルカこうつう、Dolphin traffic ）は、富山県高岡市二塚に所在する貸切バス・路線バス・タクシー事業者。小矢部市内に本社を構える大和トランスポート グループ（YTPグループ）の一員。

## 沿革
- 1999年（平成11年）2月10日 - 会社設立[3]。
- 2008年（平成20年）
  - 4月 - きときとライナー 名古屋運行開始[3]。
- 2009年（平成21年）
  - 4月 - 高岡市二塚のイオンモール高岡や済生会高岡病院に隣接する敷地[4] に高岡営業所を開設[3]。
  - 5月1日 - きときとライナー 名古屋のイルカ交通本社 - 高岡駅間での運行を廃止し、3往復のうち1往復を高岡より氷見・和倉温泉（和倉温泉観光会館）まで路線延長。同時に高岡駅発着の2往復が新設の「小矢部東インター口」に乗り入れ。また、運行担当が高岡営業所に変更（氷見 - 和倉温泉間は2010年4月1日より運休）。
  - 7月18日 - きときとライナー 名古屋を土、日、祝日、夏休み、春休み期間中のみ1日4往復運行。
- 2010年（平成22年）4月 - ドルフィンライナーの運行を開始[3]。
- 2011年（平成23年）9月 - きときとライナー 名古屋に五箇山インター口停留所を設置[3]。
- 2013年（平成25年）
  - 7月 - 「新高速乗合バス」制度施行に伴い、ドルフィンライナーの運行を終了。
  - 8月 - きときとライナー 東京運行開始[3]。
- 2014年（平成26年）
  - 7月 - 小矢部市下後亟（しもごぜ）の小矢部東インターチェンジ前に大駐車場を完備した「小矢部高速バスターミナル」が完成したことに伴い[3]、きときとライナー 名古屋・東京ともに従来の「小矢部東インター口」から停留所を移転し乗り入れを開始。
  - 9月 - きときとライナー 東京を休止。
- 2018年（平成30年）10月11日 - 高岡スポーツコア向かいに高岡バスターミナルを新設。併せて高岡営業所がバスターミナル内に移転するとともに本社営業所に改称[4]。跡地は後に富山市の貸切バス会社「新富観光サービス」と賃貸契約を結び、同社の高岡店として営業している[5]。
- 2019年（令和元年）10月10日 - きときとライナー 名古屋の「小矢部高速バスターミナル」を閉鎖し、砺波ICから高速道路に入るルートに変更される。代替としてスーパーマーケット「サンコー砺波インター店」前に停留所（サンコー砺波）を新設[6]。
- 2020年（令和2年）8月7日 - 開業が延期されていた高山 - 白川郷 - 高岡線が、1日3往復で運行開始[7]。
- 2021年（令和3年）1月1日 - 斐太バス（岐阜県高山市）の事業を継承し、旧斐太バス本社をイルカ交通高山支店とする。
- 2022年（令和4年）4月20日 - きときとライナー 名古屋に新高岡駅停留所を新設[8]。あわせて「高岡駅南口」を「高岡駅瑞龍寺口」に改称[8]。

## 高速バス

### きときとライナー 名古屋

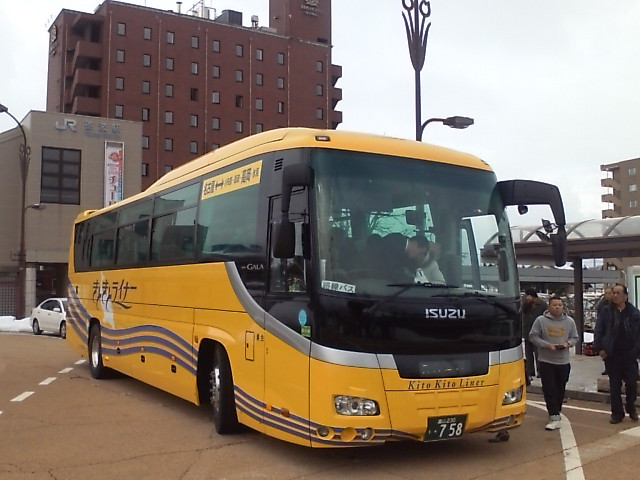
きときとライナー（砺波駅南口にて）

「きときと」とは富山弁で「新鮮な、生き生きとした」を意味する言葉である。高岡市・砺波市・南砺市と愛知県名古屋市を国道156号・北陸自動車道・東海北陸自動車道・名神高速道路・名古屋高速道路を経由して結ぶ。
- 高岡駅瑞龍寺口 - 新高岡駅 - 高岡バスターミナル - （国道156号） - 砺波駅南口 - サンコー砺波 - （北陸自動車道 - 東海北陸自動車道） - 城端サービスエリア - （東海北陸自動車道） - 五箇山インター口 - （東海北陸自動車道 - 名神高速道路 - 名古屋高速道路） - 名古屋駅前
  - 運行本数 - 2008年4月20日に1日4往復でスタートしたが、翌月20日より3往復に減便された。2009年7月18日より休日限定ながら4往復運行を復活したが、翌年再び3往復に戻っている。幾度の増減便を経て、2016年10月には6往復での運行に拡大している。
  - 城端サービスエリアと五箇山インター口はデマンド運行のため前日までに予約が必要で、予約が無い場合は経由しない。また、1往復はダイヤ上も五箇山インター口を経由しない[9]。
  - 座席 - エコノミーシート（4列シート）26席、スーパーシート（2列 - 1列シート）7席。近年は全席3列シート28人乗り（料金はエコノミーシート扱い）の車両が主流になりつつある。便によっては全席エコノミーシート仕様車両で運行する場合もある。
  - 全席指定制のため乗車には予約が必要。以前は電話予約並びに営業所内、バス車内での直接購入のみに限られていたが、近年ではウェブ予約も可能になっている。
  - 3列・4列合造車や全席エコノミーシートの車両にはパウダールーム付きのトイレを装備しているが、全席3列シート車は中央床下にトイレを配している。
  - 当初、イルカ交通本社 - 高岡駅間は回送区間とする予定であったが、小矢部市側の強い要望で開業より約1年間営業区間に含められていた。後に代替として前述の「小矢部高速バスターミナル」に駐車場を設け、同停留所の廃止後はサンコー砺波停留所を新設して利用者の利便をはかっている。
  - ほぼ全線で加越能バスが運行する名古屋 - 高岡・砺波線と競合している[10]。
  - 2022年4月20日より「新高岡駅」を新設し、「高岡駅南口」を「高岡駅瑞龍寺口」に改称するとともに高岡市内の停車順序を変更[8]。

### 高山 - 白川郷 - 高岡線
高岡市から岐阜県大野郡白川村を経由して高山市までを結ぶ高速バス。一部の便は小矢部市と砺波市の停留所にも停車する。高岡 - 名古屋間で長年競合してきた加越能バス、および高山側のバス会社である濃飛乗合自動車との共同運行。当初は2020年4月10日運行開始予定だったが、新型コロナウイルス感染拡大防止のため開業3日前の4月7日に延期が発表された。その後、同年8月7日より運行を開始した。
- 高岡バスターミナル（イルカ交通） - 高岡駅前 - 新高岡駅 - 三井アウトレットパーク北陸小矢部 - 砺波駅南口 - サンコー砺波 - 白川郷 - 高山濃飛バスセンター
  - 運行本数 - 当初は1日5往復（イルカ2往復、加越能2往復、濃飛1往復）の予定だったが、2020年8月7日の運行開始時点では1日3往復（各社1往復ずつ）となっている。需要を見て当初の5往復まで増便する予定[7]。便により経由地が異なる[11]。
  - 高岡駅ではきときとライナー 名古屋とは異なり、北口のバスターミナル（高岡駅前）に停車する[13]。
  - 高岡 - 砺波間のみの利用はできないが、岐阜県内で完結する白川郷 - 高山間のみの利用は可能[11]。

### 過去の路線

#### きときとライナー 東京

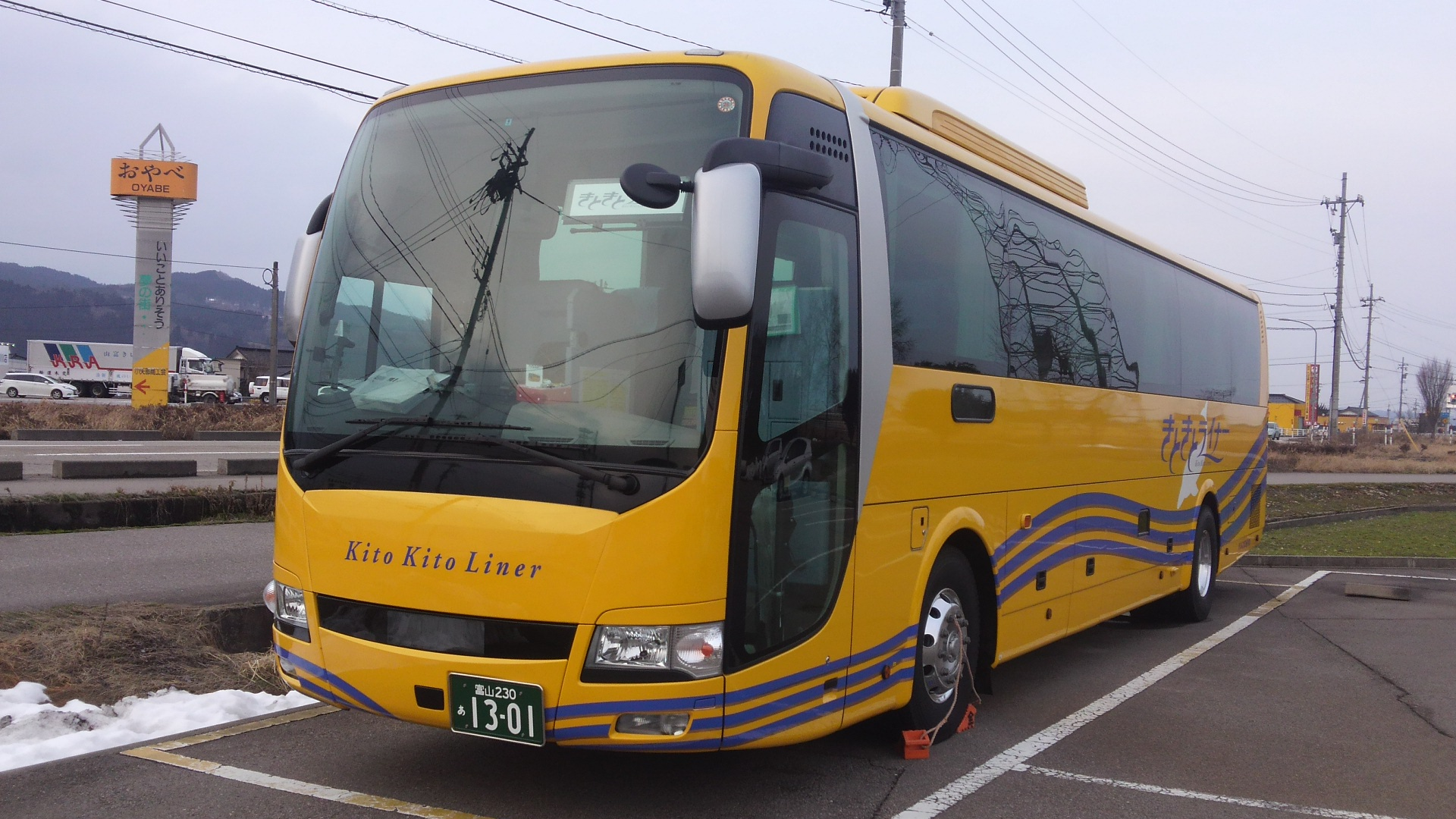
「きときとライナー」としては初導入となる三菱エアロエース・3列シート車

後述のツアーバス「ドルフィンライナー」が乗合移行する形で開業した。
- 金沢駅西口 - イルカ交通（芹川） - イオンモール高岡南口 - 高岡駅南口 - 富山駅北口 - イルカ交通滑川営業所 - 東京駅鍛冶橋駐車場
  - 運行本数 - 1日1往復。
  - 座席 - 3列独立シート28席
  - 有磯海サービスエリア、妙高サービスエリア、佐久平パーキングエリア、三芳パーキングエリアにて休憩停車を行う。
  - 全席指定制のため乗車には予約が必要。

#### ドルフィンライナー
正規の高速バス路線であるきときとライナーと異なり、ツアーバスとして運行された。「新高速バス制度」施行に伴い、2013年7月に高速ツアーバスとしての運行を終了。8月8日より、先述の高速乗合バス「きときとライナー 東京」として運行を再開した。専用車として導入されたハイグレード車「ドルフィンライナー雅」はエルム観光バスに転籍した。
- 金沢駅西口 - 砺波駅南口 - 高岡駅南口 - 高岡バスターミナル - 富山駅北口 - （北陸自動車道） - 滑川インター口 - （北陸自動車道 - 上信越自動車道 - 関越自動車道） - 新宿駅西口 - 東京駅八重洲中央口
  - 運行本数 - 金沢発は毎週火・金曜、東京発は毎週水・土曜、それぞれ夜行1便ずつ。運行日変更の場合あり
  - 座席 - 2列シート20席（ - 2012年）・2列シート12席（2012年 - 2013年7月）・3列独立シート29席（2013年8月 - ）
  - 全席指定制のため乗車には予約が必要。